# 중앙발레무용단
중앙발레무용단(중국어: 中央芭蕾舞团)은 1959년 12월 31일 설립된 중화인민공화국 유일의 국립 발레단이다. 정식명칭은 중화인민공화국 국립발레단이나, 통상 중앙파뢰무단이나 중앙발레단으로 불리며 베이징시 천교잡기극장에 상주하고 있다.

## 공연
서양 고전 발레 작품인 돈 키호테, 백조의 호수, 지젤, 코펠리아를 비롯해 황하 같은 중국 발레 작품도 공연을 하고 있다.